# Мечеть Сеїд Яхья
Мечеть Сеїд Яхья (азерб. Seyid Yəhya məscidi) — мечеть в Баку в історичному районі Ічері-шехер (Старе місто). Пам'ятка архітектури національного значення.

## Історія
Побудована на початку XVII століття коштом Сейїда Ях'ї Муртуза (могила біля входу в мечеть).
За радянських часів у приміщеннях мечеті було організовано столярні майстерні.
У 1990 передано мусульманській громаді.